# Rhys Smith
Pour les articles homonymes, voir Smith.
Rhys Smith est un joueur de hockey sur gazon britannique évoluant au poste de milieu de terrain au Wimbledon HC et avec les équipes nationales anglaise et britannique,.

## Biographie
Rhys est né le 13 mars 1997 en Angleterre.

## Carrière
Il a débuté en équipe nationale première en 2018 à Londres lors d'un double match amical contre la Belgique.

## Palmarès
- : 3e aux Jeux du Commonwealth en 2022